# Proliferodiscus inspersus
Proliferodiscus inspersus är en svampart som först beskrevs av Berk. & M.A. Curtis, och fick sitt nu gällande namn av J.H. Haines & Dumont 1983. Proliferodiscus inspersus ingår i släktet Proliferodiscus och familjen Hyaloscyphaceae.   Inga underarter finns listade i Catalogue of Life.